# 里亚诺
里亚诺（義大利語：Riano），是意大利拉齐奥大区罗马首都广域市的一个市镇。总面积25.35平方公里，人口9411人，人口密度371.2人/平方公里（2009年）。ISTAT代码为058081。